# Княжиха (Мордовия)
 Княжиха  — опустевшая деревня в Ромодановском районе Мордовии в составе Трофимовщинского сельского поселения. 

## География
Находится на расстоянии примерно 13 километров по прямой на северо-запад от районного центра поселка Ромоданово.

## История
Учтена была в 1869 году как владельческая деревня Саранского уезда Пензенской губернии из 18 дворов, название связано с бывшими владельцами князьями Саловым и Хованским. 

## Население
Постоянное население составляло 7 человек (русские 100%) в 2002 году, 2 в 2010 году .